# Elevance Health
Elevance Health, Inc.，2022年前称为安森（Anthem, Inc.），是美国的一家醫療保險公司，Elevance Health在财富美国500强中排名第29位。2004年，总部位于加利福尼亚州的偉彭（WellPoint，Inc）和总部位于印第安納波利斯的安森（Anthem）合并為現今的Elevance Health。截至2018年，该公司拥有约4000万会员。

## 外部鏈接
- 官方网站